# Хаджі-Мурат
Хаджі-Мурат (авар. ХІажі Мурад; біля 1816 — 5 травня 1852) — один з найвизначніших вождів повстання народів Кавказу 1820—1860-х років проти владарювання росіян. Аварський вождь та воєначальник, наїб імама Шаміля, учасник Кавказької війни. Уродженець Хунзаха (Дагестан), молочний брат аварських ханів. Персонаж однойменної повісті Льва Толстого.

## Біографія

### Походження. Молоді роки та юність
Дата народження Хаджі-Мурата невідома, але в порівнянні багатьох подій та фактів, в тому числі, що він був молодший, ніж аварський Абу-Султан-Нуца-Хана і трохи старшим його брата Умма-хана, вік яких приблизно відомий, можна зробити висновок, що народився Хаджі Мурат між 1816 та 1818 роками. Швидше за все, ця дата ближче до першої, оскільки його син Гулла у спогадах про події 1834 року говорить, що батько до того часу був уже одружений, тобто можна припустити — йому приблизно було 18 років. Відомо, що його дід Асланбек або Османіл Гаджіяв, батько Гітінов-Магомеда, брат Осман, сестра, двоюрідні та троюрідні брати, його рід «тавулал» та сьогоднішні нащадки живуть у Хунзахі.
Про його дитинство та юність мало що відомо. Його батьки не були дуже знатними людьми, мати була годувальницею ханів, а сам Хаджі-Мурат та його старший брат Осман були близькими однолітками ханських синів, що, безперечно, зіграло важливу роль у формуванні його поглядів та характеру. З дитинства він не любив самозакоханих та хвалькуватих людей і сам в подальшому не любив говорити про свої подвиги. У цьому плані існував переказ, що одного разу Хаджі-Мурат разом з ханськими дітьми та однолітками ходили в містечко Ігілраал полювати на куріпок. Якийсь вершник, побачивши їх, пустив коня навскач, хоча до цього їхав спокійно. Хаджі-Мурат, залишивши на кручах своїх товаришів, побіг вниз на дорогу, вискочивши перед вершником, за вуздечку зупинив коня та наказав йому злізти. Потім, мовчки, не озираючись, за вуздечку повів коня, а вершник за ним йшов пішки на, деякій відстані, Хаджі-Мурат повернув йому коня, сказав, що свою вправність не слід ставити напоказ і пішов, залишивши ошелешеного «джигіта», всього обчіпляного зброєю. Хоча за оповіданням знавця хунзахської старовини М.-С. Д. Саїдова, служивша ханам хунзахська династія Тавулал, до якої належав Хаджі-Мурат, походила з селища Мехельта — первісного місцеперебування князів Турлова, які були гілкою роду хунзахських ханів.
Хаджі-Мурат в дитинстві вивчав: Коран, Мухтасар і Тасріф. Читати та писати він міг тільки на аварській мові, тобто «Ажам», інших мов не знав. Працював у своєму господарстві, виконуючи всі селянські роботи, і тим самим прогодовував себе. З молодих років він любив коня та зброю, їздив верхи в повному озброєнні.
Його дитинство збіглося з початковим етапом Кавказької війни проти Єрмолова під керівництвом дагестанських володарів, а юність — із початками боротьби імамів проти російського проникнення в північносхідній Кавказ. У цих умовах Аварське ханство, опинившись між двома вогнями, вело політику збереження свого незалежного становища і від одного і з іншого боку, тобто політику «збройного нейтралітету». Вони дорослішали дуже рано, не по роках, як усі діти війни, до того ж виявилися в близькому оточенні вищих політичних кіл Аварського ханства, де йшли оживлені дискусії про вибір шляхів вирішення цих життєвих проблем. Йому було близько 11 років, коли Аварське ханство прийняло російське підданство і трохи більше, коли Газі-Магомед з мюридами обклали Хунзах. У цій війні він втратив батька, і навряд чи це викликало в ньому симпатії до мюридів. Зате таке життя навчило Хаджі-Мурата відстоювати свої позиції, постояти за себе та соратників. Бесстрашність перед будь-якими труднощами, вправність та винахідливість, уміння швидко приймати рішення в найскладніших та безвихідних ситуаціях ставали його характерними рисами.
Кажуть, на запитання «коли ти зрозумів, що не боїшся?»  уже в дорослому віці  Хаджі-Мурат відповів: "Коли глухої ночі дід послав мене за конем у Бакден (місце випасу) і босий наступив на щось м'яке і пухнасте. Я миттю опустив руку і взяв це в руки. Виявилося, заєць, якого я тримав за вуха. Це був мій перший сміливий вчинок ".Як розповідали його сучасники, характер його вчинків та поведінки в тій чи іншій ситуації того періоду потрібно було бачити в позиції хунзахського суспільства, тієї суспільної психології столиці Аварського ханства, яке опинилося об'єктом політичної боротьби російського військового командування та дагестанських імамів. Для успіху обох сторін, гірська Аварія, яка залишилася острівцем недосяжності, набувала особливого значення.

### Захоплення Хунзаха Гамзат-Беком
На початок серпня 1834 року, з усієї Аварії тільки один Хунзах не визнавав влади Гамзат-Бека; а тому, підступивши до цього селища, він взяв його в облогу і послав відданих мюридів до Ханьшуй паху-Біке для переговорів. Зроблені ними пропозиції полягали в тому, щоби Ханьшуй прийняла зі своїми підданими нове вчення, перервала всякі зносини з Російською імперією і змусила своїх синів діяти проти невірних, за прикладом її батька та чоловіка. Залякана величезними силами свого супротивника і не чекаючи швидкої допомоги, паху-Біке перебувала в тяжкій нерішучості. Вона пізно каялася в своїй нерозважливій впертості, яку вона виявила в 1832 році, коли, попри пастійні вимоги Барона Розена, не наважилася видати Гамзат-Бека, вважаючи його родичем аварських ханів, і дозволила йому проживати, після смерті Казі-Мулли, у своїх володіннях. Вона дорікала себе в безпечності, що не прийняла ще в 1833 році рішучих заходів проти порушника громадського спокою: що дало йому можливість діяти в 1834 році з особливим успіхом, і діяти проти своїх законних володарів та їхньої матері, яка, кілька років тому прихистила його у своєму будинку, Але, оскільки покаяння та докори були вже недоречними, то нарешті, в результаті спільної наради, до Гамзата був відправлений хунзахський кадій, Нур-Магомет, з відповіддю, що Ханьшуй приймає нове вчення й для тлумачення його просить надіслати до неї обізнаного духівника. Казават же з росіянами відкидає і благає дати їй спокій, обіцяючи не сприяти невірним, у разі неприязних проти них заходів з боку імама.
Гамзат-Бек уважливо вислухав привезену відповідь колишнього свого наставника та вчителя. Йому потрібне було не приєднання паху-Біке до виправної секти, а володіння Аварським ханством. Для досягнення цієї мети він був готовий іти будь-якими шляхами, хоча б і заснованими на віроломстві. Пам'ятаючи як чотири роки тому хунзахці, одухотворені Ханьшуєю та очолювані хоробрим Абу-Султан-Нуца-Ханом, сином паху-Біке, відбили натовп Казі-Мулли, Гамзат-Бек, не сподіваючись на успіх відкритої атаки, зважився захопити хитрістю юного, відважного ватажка, а маючи його у своїй владі, був впевнений і в падінні Хунзаха. До здійснення ж сього підступного задуму, він не передбачав великих труднощів, від того, що присутність численного збіговиська навела вже страх на жменю хоробрих хунзахців і саму Ханьшу, в чому його переконувала її пропозиція, що сама по собі слугувала доказом її хитань. Оце хитання, що спонукало його до збільшення вимог, разом з тим, начебто, гарантувало виконання задумів. Утім, щоби прямо не виказати своїх намірів, він спершу мусив заволодіти молодшим сином паху-Біке; а тому, спровадивши надісланих нею почесних жителів, велів переказати, що готовий послати обізнаного муллу для тлумачення мюридизму, якщо тільки вона видасть у аманати свого меншого сина, Булач-Хана. При цьому, вдавшись до лицемірства, наказав знову повторити, що якщо Абу-Султан-Нуца-Хан візьме титул Імама Дагестану і вирішить діяти проти росіян, як діяв його батько, то в такому випадку він буде служити при ньому, за прикладом свого батька Аліскендер -Бека, який служив вірою та правдою Алі-Султан-Ахмед-Хану.
Доставлена відповідь Хунзахцамі, що повернувся, не була втішною для старої Ханьші. Вимушена погодитися на вимогу сильного ворога, а також у надії упокорити його швидким виконанням його бажань, вона відправила до нього на інший день Булач-Хана, з кількома почесними жителями. Гамзат-Бек, прийнявши його з великими почестями та залпами з рушниць, в той ж день відступив від Хунзаха за дві версти, а потім відіслав молодого Хана в Новий Гоцатль, де доручив за ним нагляд своєму тестеві Іман-Алі.
Маючи у своїй владі Булач-Хана, Гамзат-Бек не сумнівався більше в досягненні запропонованої ним мети, тому що володів сильним засобом, щоб змусити паху-Біке виконувати всі його бажання. На підставі цього переконання, він негайно відправив мюридів в Хунзах з вимогою, щоб Ханьшуй прислала до нього синів своїх, Абу-Султан-Нуца-Хана та Умма-Хана, для дуже важливих переговорів, від яких залежить спокій всієї Аварії та власні вигоди їхньої династії, в разі ж відмови, він погрожував доручити управління Аварським ханством Джанкой Сурхан-Хану, двоюрідному братові Паху-Біке, уродженцю селища Сіух.
Паху-Біке, побоюючись за життя молодшого сина, повинна була підкоритися волі Гамзата та закликавши до себе старших синів, оголосила їм про нову вимогу супротивника. На це Абу-Султан-Нуца-Хан зауважив, що вельми нерозсудливо було б їхати їм обом у ворожий табір, де їх може затримати Гамзат-Бек і позбавити тим Хунзах захисників; а від того вважає за найкраще послати до нього на нараду одного Умма- Хана.
Ханьшуй схвалила думку старшого свого сина, і Умма-Хан відправився, з п'ятьма почесними старшинами, у супроводі Османа, його молочного брата та хунзахського кадія Нур-мага і декількох інших подібних осіб, до табору мюридів. Гамзат-Бек прийняв його з тими ж почестями, як і Булач-Хана, а потім скликавши головних своїх спільників, в числі яких займав перше місце Шаміль, звернувся до Умма-Хана з наступними словами:

| «Я не зробив ніякого зла вашому дому і не має намір його робити, і навіть не мав думки віднімати у вас ханства. Усі чутки, розпущені моїми недоброзичливцями, абсолютно помилкові. Моє прохання полягає тільки в тому, що б ви не шукали моєї смерті. За прийнятою мною обов'язки і по моєму званню, я буду займатися поширенням мюридизм. Батько мій, Аліскендер-Бек, служив з більшою ретельністю батькові твоєму, Алі-Султан-Ахмет-Хану. Всі бажання мої хиляться до того, щоб служити нинішньому Хану, за прикладом батька мого. Всі війська мої я віддаю в його розпорядження. Нехай він діє ними разом з тобою, на власний розсуд; а я про одне прошу: дозволити мені, по колишньому, жити у вашому домі. Я буду допомагати вам моїми порадами і досвідченістю, якщо в них зустрінеться потреба, і без дозволу ніколи не увійду до Хана. ». |
Молодий Умма-Хан, здивований улесливою та покірною промовою Гамзата, стояв безмовно. Тоді піднісся в натовпі голос одного мюрида, який запитав його: «Невже у всьому Хунзаху не знайшлося розумнішого та досвідченішого тебе, щоб зрозуміти слова Імама та відповідати на них?» Бачачи збентеження свого Хана, що знову не вигукнув жодного слова, хунзахський старшина сказав, що вони прибули не для сварки, а для побачення з Гамзат-Беком, як родичем аварських ханів. Після цього він хотів говорити за молодого Хана, але Гамзат не вдостоїв вірного старшину увагою, і повів свого гостя дивитися на цільну стрілянину своїх молодців — мюридів.
Тим часом Паху-Біке, турбуючись про довгу відсутність Умма-Хана, просила старшого сина відправитися до Гамзат-Бека для особистих пояснень. Абу-Султан-Нуца-Хан, розуміючи більше свого ворога, відмовився від виконання прохання матері до повернення брата. Через кілька годин вона настійно зажадала задоволення її бажання, ґрунтуючись на молодості Умма-Хана, який не в змозі буде відповідати на пропозиції противника. Абу-Султан-Нуца-Хан знову відмовився від побачення з Гамзат-Беком, з тієї ж причини. Тоді Ханьшуй, як би йдучи на зустріч своїй загибелі, вдалася до засобу, прискорити розв'язку драми. Приписавши небажання Абу-Султан-Нуца-Хана власне почуття самозбереження, вона сказала йому: "Не невже ти гордий до такої міри, що вважаєш принизливим для аварського хана говорити з Беком, коли небезпека загрожує не тільки твоєму братові, але всьому твоєму ханству. Може бути боягузтво причиною твого відмови? ". "Ти хочеш — гордо сказав Абу-Султан-Нуца-Хан, — втратити й останнього твого сина? Бажай, — я їду! "І він відправився у ворожий табір з 20-ма нукерами.
Лише тільки здався Абу-Нуца-Хан в таборі мюридів, як Гамзат-Бек, який не чекав збігу таких сприятливих обставин, поспішив до нього на зустріч і прийняв його з рабською шанобливістю. Прибувши до імама Гамзата, Хан дружньо вітав свого ворога і на його прохання увійшов в намет, разом зі своїм братом Умма-Ханом, за ними пішли й кілька почесних жителів Хунзаха. Вони сіли в його наметі. Пригощаючи своїх дорогих гостей, Гамзат-Бек сказав Абу-Нуца-Хану, що все зібране їм скопище знаходиться відтепер в його розпорядженні, що він сам віддається в його владу і що з цього дня, якщо не відмовлять йому в приміщенні в ханському будинку, він буде займатися тільки богоугодною справою — поширенням мюридизму в Аварії. Абу-Нуца-Хан, зворушений подібними знаками поваги, дякував Гамзата в найщиріших виразах, обіцяючи йому вічну дружбу.]
Коли Осман вийшов з намету, один з мюридів Гамзата передав Осману, що вони запрошені не на частування, а для здійснення над ними вбивства і порадив їм повернутися додому. — «Інакше ти будеш, убитий!» Сказав він. Осман став думати над тим, як врятувати себе і своїх товаришів, але придумати нічого не міг, сів верхи на свого коня і помчав додому.
Незабаром після цього Гамзат-Бек вийшов, а разом з ним і мюриди, що були при ньому. Хоча його злочинне бажання здійснилося, і два Хана, з яких одного він боявся, знаходилися в його владі, проте честолюбство не зовсім ще заглушило в ньому поняття про їх недоторканість і він на деякий час заворушився. Помітивши його коливання, Шаміль сказав: "Гамзат! Куй залізо, поки воно гаряче, інакше будеш каятися у своїй слабкості. Сам Аллах послав їх у твої руки. Не потрібно упускати випадок: поки в Хунзаху велять ці нащадки презренного гяура Сураката, в Дагестані немислимі ні єднання, ні шаріат ". Заохочений цими словами, він негайно зробив розпорядження про призначення вбивць та наказав зробити залп з рушниць по ханським нукерам. Коли вдалі постріли знищили більшу частину вірних захисників, то один з хунзахських жителів, відданий мюрид Гамзат-Бека, перший підбіг до намету і пострілом з рушниці завдав смертельну рану Умма-Хану. Молодий Хан, не відчув раптом ослаблення, вихопив кинджал і кинувся на ворогів; але по виході з намету, сили його покинули і він упав мертвим. Тим часом Абу-Нуца-Хан, який вибіг слідом за Умма-Ханом, довше боровся з убивцями. Перший зустрівшийся йому супротивник — був рідний брат Гамзата, якого він і кинув на землю. Подібна ж доля спіткала шурина Гамзат-Бека, занісшого на нього руку, і одного джаро-бєлоканського мюрида, прострелив йому ліве плече. Геройський захист Хана настрашила вбивць вступати з ним у одиночний бій; а тому на нього напали кілька мюридів і невідомо хто з них розсік йому ліву частину обличчя. Абу-Нуца-Хан, прихопивши рукою розрубану щоку, висмикнув шаблю і завдав нею ще не один смертельний удар. У цю фатальну хвилину відчай і хоробрість Хана досягла до неймовірного ступеня: всі, до кого він наближався, бігли від нього. Очевидці розповідають, що Абу-Нуца-Хан був схожий на запеклого лева, що не відчував своїх страждань, і переслідуючи втікачів, убив і поранив до 20 осіб. Нарешті знесилений і знеможений, він припав на труп одного зі своїх ворогів.
Отже, 13 серпня 1834 року, здійснилося бажання Гамзат-Бека і аварських ханів не стало. З прибулих з ними почесних жителів і нукерів не багато вціліли, щоб привести в Хунзах сумну звістку про вбивство ханів, яка дуже смутила Ханьшу та народ. У той же день Паху-Біке та Ханьшуй Хістаман-Біке, котрі позбулися захисників та залишені Хунзахцамі, були перевезені, з волі Гамзата, в селище Генічутль, віддалене в 3-х верстах від Хунзаха; дружина ж Абу-Нуца-Хана, власне по причині її вагітності, була залишена в ханському будинку. Проїжджаючи повз ворожого табору, Ханьшуй Паху-Біке просила дозволу переговорити з Гамзат-Беком. Відповівши, що між нею і ним немає нічого спільного, він увійшов слідом за тим в Хунзах і прийняв титул хана, а також помістився в їхньому будинку.
Першою дією Гамзат-Бека як хана — був арешт Сурхан-Хана Сіухського, двоюрідного брата Паху-Біке, полковника російської служби, який керував вже Аварським ханством з 1821 по 1828 рік. Сурхан-Хан хоча і був джанкою, маючи матір простого походження, проте все ж вважався двоюрідним братом останнього Хана і міг вступити на ханство у випадку смерті найближчих спадкоємців. Права Сурхан-Хана не перехитрили Гамзат-Бека; а тому він і поспішив захопити свого суперника. Друга його турбота полягала в тому, щоб заволодіти всім майном аварських ханів.
Зробивши необхідні для цього розпорядження, Гамзат-Бек зажадав до себе Ханьшу Паху-Біке, разом з її тещею. Останню він помістив на хуторі аварських ханів, побудованому в ущелині біля Хунзаха, а першу наказав ввести в кімнату. Убита втратою синів та ханства, вона увійшла твердим кроком у житло, вміщавше довгий час ханів Аварії, і без збентеження привітала Гамзата з отриманням нового сану. Викрадач злобно усміхнувшись, зробив знак стоявшим позаду Ханьші гімринським мюридам, і її голова покотилася до ніг вбивці.
Цей вчинок вельми не сподобався навіть наближеним Гамзат-Бека. Відчуваючи сам ницість своєї дії, противного звичаям, він вибачався тим, що ймовірно Ханьшуй стала б просити захисту у росіян, які не відмовили б їй у допомозі. На другий день, доля Ханьші Паху-Біке спіткала і Сурхан-Хана. Доля ж юного Булач-Хана, укладеного тоді в Новому-Гоцатлі, що не була ще вирішена, і невідомо, що Гамзат-Бек зробив би з ним. Але дружину Абу-Нунцал-Хана, Ханьшу Гайбат-Біке, він не наважився позбавити життя, того що вбиваючи її, вбив би разом з нею й безневинну істоту; а за мусульманськими законами це вважається найбільшим злочином.

### Вбивство Гамзат-Бека
19 вересня, у п'ятницю, було велике свято у всіх мусульман, і Гамзат-Бек, як глава духовенства в Дагестані, мав намір йти в мечеть. Але ледве настав ранок і до нього з'явився мюрид доносивший про змови, і підтверджуючи клятвою справедливість своїх слів, додав, що його неодмінно вб'ють цього дня під час молитви в храмі, і що першим призвідником змови був Османілязул Гаджієв, — дід Османа та Хаджі-Мурада.
Запевнення донощика дещо похитнули Гамзат-Бека; а тому він зажадав до себе Гаджієва. Хитрий старий наблизився до нього з абсолютно покійним лицем, і поки Гамзат дивився на нього пильно намагаючись ймовірно його збентежити, він став переконливо просити, допомогти йому в засобах до вивчення сина арабської мови. Обеззброєний безтурботним виглядом Гаджиєва, Гамзат обіцяв виконати його прохання, і знову довірився своєму щастю. Не допускаючи і думки, що його доля було вже вирішена і хвилини життя злічені, він зважився неодмінно бути в мечеті віддавши тільки наказ, щоб ніхто з жителів Хунзаха не смів туди входити в бурці, щоб можна було бачити озброєних і відняти у них зброю.
Опівдні, 19 вересня, пролунав голос мулли, і натовпи мусульман почали сходитися до мечеті. Озброєний трьома пістолетами та з 12-ма мюридами, з оголеними шашками, увійшов і Гамзат-Бек в храм пророка, у супроводі своїх наближених. Він готувався вже приступити до молитви, як помітивши кількох людей в бурках, зупинився посеред мечеті. Тоді Осман, брат Гаджі-Мурата, голосно сказав присутнім: «Що ж ви не встаєте, коли великий Імам прийшов з вами молитися.» Слова онука першого змовника не віщували нічого доброго; а тому Гамзат-Бек почав відступати до дверей храму; але в цей час Осман вистрілив з пістолета і завдав йому важку рану. Услід за даним сигналом, швидко пішли постріли, і вбивця аварських ханів упав мертвим на килими мечеті, прострілений кількома кулями.
Наближені Гамзат-Бека хотіли помститися за смерть свого повелителя, проте встигли тільки вбити Османа, і атакуючі у свою чергу підбадьоривші хунзахцями, понесли велику втрату і почали тікати. Звільнившись від своїх гнобителів — мюридів, хунзахці негайно ж ввели в ханський будинок престарілу Ханьшу Хістаман-Біке. Вона, зі співчуття, веліла поховати, на четвертий день біля мечеті оголене тіло Гамзат-Бека. Сам Хаджі-Мурат також взяв активну участь у заколоті. Саме після цього він стає відомим на Кавказі і потім грав видну роль посередника між російськими військами та аварським народом.

### Хаджі-Мурат на російській службі

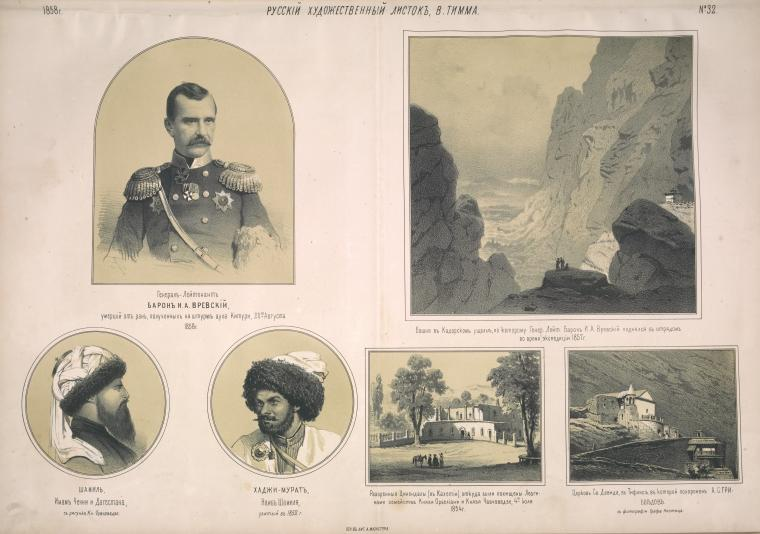
Хаджі-Мурат в Російському художньому листі В. Тімма.

Помстившись за смерть аварських ханів, Хаджі-Мурат бере участь у військових діях на боці Росії проти імама Шаміля — наступника Гамзата. За вчинені подвиги росіяни роблять Хаджі-Мурата офіцером.

## Пам'ять про Хаджі-Мурата

### Кінематограф
- «Білий диявол» — художній фільм (1930; Німеччина) про Хаджі-Мурата.
- "Haci Murat geliyo"r — художній фільм (1968; Туреччина) про Хаджі-Мурата.
- Нерозпочатий фільм Георгія Данелія. Сценарій був написаний у співавторстві з Расулом Гамзатовим і Володимиром Огнєвим, але в підсумку Держкіно СРСР закрило проєкт.